# Стармер-Смит, Найджел
Найджел Кристофер Стармер-Смит (англ. Nigel Christopher Starmer-Smith; род. 25 декабря 1944, Челтнем, Глостершир) — английский регбист, журналист и комментатор.

## Карьера

### Клубная карьера
В ранние годы играл в регби в составе команды Университетского колледжа Оксфорда. На профессиональном уровне дебютировал в английском клубе «Харлекуинс, а позже играл в составе команды «Барбарианс». Завершил игровую карьеру в сезоне 1975/76.

### Карьера в сборной
В 1969 году начал выступать в составе национальной сборной Англии. В том же году он был выбран для участия в матче против команды Южной Африки. Всего в составе сборной сыграл в семи матчах.

## Личная жизнь
После завершения игровой карьеры Стармер-Смит работал в редакции спортивного журнала «Rugby World». Во время чемпионата мира 2003 года в Австралии он являлся комментатором матчей. Стармер-Смит также был ведущим телекомментатором Мировой серии по регби-7.
В выпуске от 28 марта 2021 года BBC Radio 5 Live его сын рассказал, что Найджел страдает от лобно-височной деменции примерно с 2015 года и живёт в доме престарелых.